# Gare de Tarjánpuszta
La gare de Tarjánpuszta (en hongrois : Tarjánpuszta vasútállomás)  est une gare ferroviaire hongroise de la ligne 11 de Győr à Veszprém, située sur le territoire de la Localité de Tarjánpuszta dans le comitat Győr-Moson-Sopron.
C'est une halte voyageurs de la Magyar Államvasutak (MÁV) desservie par des trains locaux.

## Situation ferroviaire
Établie à 142 mètres d'altitude, la gare de Tarjánpuszta est située au point kilométrique (PK) 27 de la ligne 11 de Győr à Veszprém (voie unique), entre les gares de Ravazd et de Győrasszonyfa.
Gare de croisement elle dispose de d'une voie d'évitement et une voie de service.

## Service des voyageurs

### Accueil
Halte MÁV, c'est un point d'arrêt non géré (PANG) à accès libre.

### Desserte
Tarjánpuszta est desservie par des trains omnibus de ligne 11 de la MÁV.

### Intermodalité
Un arrêt de bus est situé à proximité.